# Wincenty Witos

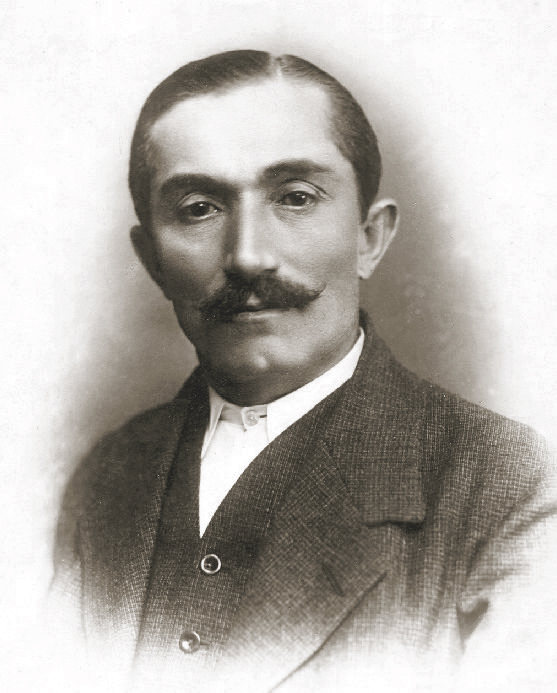
Wincenty Witos (1920).

Wincenty Witos, född 22 januari 1874 i Wierzchosławice nära Tarnów, Galizien, Österrike-Ungern, död 30 oktober 1945 i Kraków, Polen, var en polsk politiker.
Witos var lantbrukare i sin hembygd, tillhörde 1908–14 galiziska lantdagen i Lwów och 1911–18 österrikiska riksrådets representanthus i Wien. I det nya Polen invaldes han 1919 i den första sejmen (riksdagen) och blev som ledare för det stora bondepartiet "Polska folkpartiet Piast" under den hotande bolsjevikinvasionen den 27 juli 1920 chef för en nationell samlingsregering. Han höll sig kvar vid makten till september 1921, men ministären ombildades flera gånger; under denna tid avslutades kriget mot Ryssland, upprullades frågorna om Vilnius och Oberschlesien och antogs en ny konstitution. 
Efter långvariga förhandlingar våren 1923 lyckades Witos få till stånd en polsk majoritet, det vill säga en sådan, som inte var beroende av de nationella minoriteternas röster; ministären Władysław Sikorski störtades, och Witos blev den 28 maj samma år chef för en regering, i vilken även högern var representerad. I december samma år avgick den flera gånger ombildade ministären; genom en budgetreform hade den förberett den valutastabilisering, som Władysław Grabski följande år genomförde. Witos blev den 11 maj 1926 åter chef för en regering med starkt högerinslag. Denna kom omedelbart på spänd fot med marskalk Józef Piłsudski, som gjorde en militärkupp, varefter regeringen redan den 14 maj måste avgå. Witos var främst bondepolitikern, och även som sitt lands ministerpresident övergav han inte helt bondedragen.